# Erick Osornio
Erick Osornio Núñez (* 5. März 1983 in Puebla) ist ein mexikanischer Taekwondoin. Er startet in der Gewichtsklasse bis 68 Kilogramm.
Osornio errang seinen ersten internationalen Erfolg bei der Panamerikameisterschaft 2002 in Quito, er siegte in der Klasse bis 67 Kilogramm. Im folgenden Jahr bestritt er in Garmisch-Partenkirchen seine erste Weltmeisterschaft, schied jedoch frühzeitig aus. Erfolgreich verliefen hingegen die Panamerikanischen Spiele in Santo Domingo, wo Osornio in der Klasse bis 68 Kilogramm das Halbfinale erreichte und Bronze gewann. In den folgenden Jahren blieb Osornio vor allem bei Panamerikameisterschaften erfolgreich. Neben zwei Silbermedaillen 2004 in Santo Domingo und 2010 in Monterrey feierte er 2008 in Caguas seinen zweiten Titelgewinn.
Osornio, der von José Luis Onofre trainiert wird, setzte sich in der mannschaftsinternen Qualifikation für die Olympischen Spiele 2012 in London gegen Idulio Islas durch und sicherte sich die Teilnahme an seinen ersten Spielen.